# ニック・メンザ
ニック・メンザ（Nick Menza, 1964年7月23日 - 2016年5月21日）は、アメリカ合衆国のドラマー。1989年から1999年までメガデスに所属していた。
ジャズ・サックス奏者、ドン・メンザの息子として生まれ、2歳の頃よりドラムの演奏を始める。なお、当時父親が軍隊に所属していた都合で、出生地はミュンヘンである。18歳になってから音楽活動を本格的に始め、ランディ・ローズの実弟のバンドやジョン・フォガティなど、ジャズやR&B、ファンクなど様々ジャンルでの活動を経て、やがて、オーディションの結果、解雇されたチャック・ビーラーの後任としてメガデスに加入し、彼らの黄金時代を支えた。
しかし、1998年に重度の膝の故障によりリハビリ生活を送ることになり、音楽活動の休止を強いられる。これに伴い、メガデスのライブツアーの出演は一切キャンセルとなり、代役として元Y&Tのジミー・デグラッソが迎えられる。ところが、ニックの復帰が待たれることなくそのままジミーが正式なメンバーに昇格したため、バンドを解雇された。
2004年にメガデスが再結成されるとライブツアーに参加したため、一時期彼の復帰が噂されたが、結果的に「準備不足」を理由に解雇され、バンドへの復帰はかなわなかった。
その後は、ソロ活動と並行しながら、Orphaned to Hatredという地元・ロサンゼルスで活動するバンドに参加したが、このバンドからも2010年をもって離脱した。その後、DeltanautとMenzaという2つのソロバンドで活動した。
2016年5月21日、ロサンゼルスのジャズクラブで、自身の所属するインストゥルメンタル・バンド「OHM」のライブ中に心臓発作で倒れ、死去。51歳没。